# Macromeles yunnanensis
Macromeles yunnanensis är en rosväxtart som beskrevs av Gen-Iti Koidzumi. Macromeles yunnanensis ingår i släktet Macromeles och familjen rosväxter. Utöver nominatformen finns också underarten M. y. veitchii.